# Horațiu Rădulescu
Horațiu Rădulescu (* 7. Januar 1942 in Bukarest, Rumänien; † 25. September 2008 in Paris) war ein französischer Komponist rumänischer Herkunft.

## Leben
Ideell beeinflusst von der Vorstellungswelt eines Edgar Varèse beschäftigte er sich besonders mit der Erfindung von komplexen Klangkosmen im Bereich der Mikrotonalität und Spektralmusik. Von Nina Alexandrescu, einer Schülerin von George Enescu erhielt er privat Geigenunterricht und studierte später an der Bukarester Musikakademie bei Tiberiu Olah (Komposition), Ștefan Niculescu (Analyse) sowie Aurel Stroe (Orchestrierung und formalisierte Musik). Nach seinem Abschluss mit Diplom „Premier nommé“ 1969 siedelte er nach Paris über.
Von 1970 bis 1972 besuchte er Kurse von John Cage, György Ligeti, Karlheinz Stockhausen und Iannis Xenakis bei den Internationalen Ferienkursen für Neue Musik sowie von Mauricio Kagel und Luc Ferrari in Köln. Von 1979 bis 1981 studierte er computerunterstützte Komposition (Algorithmische Komposition) und Psychoakustik am Pariser IRCAM.

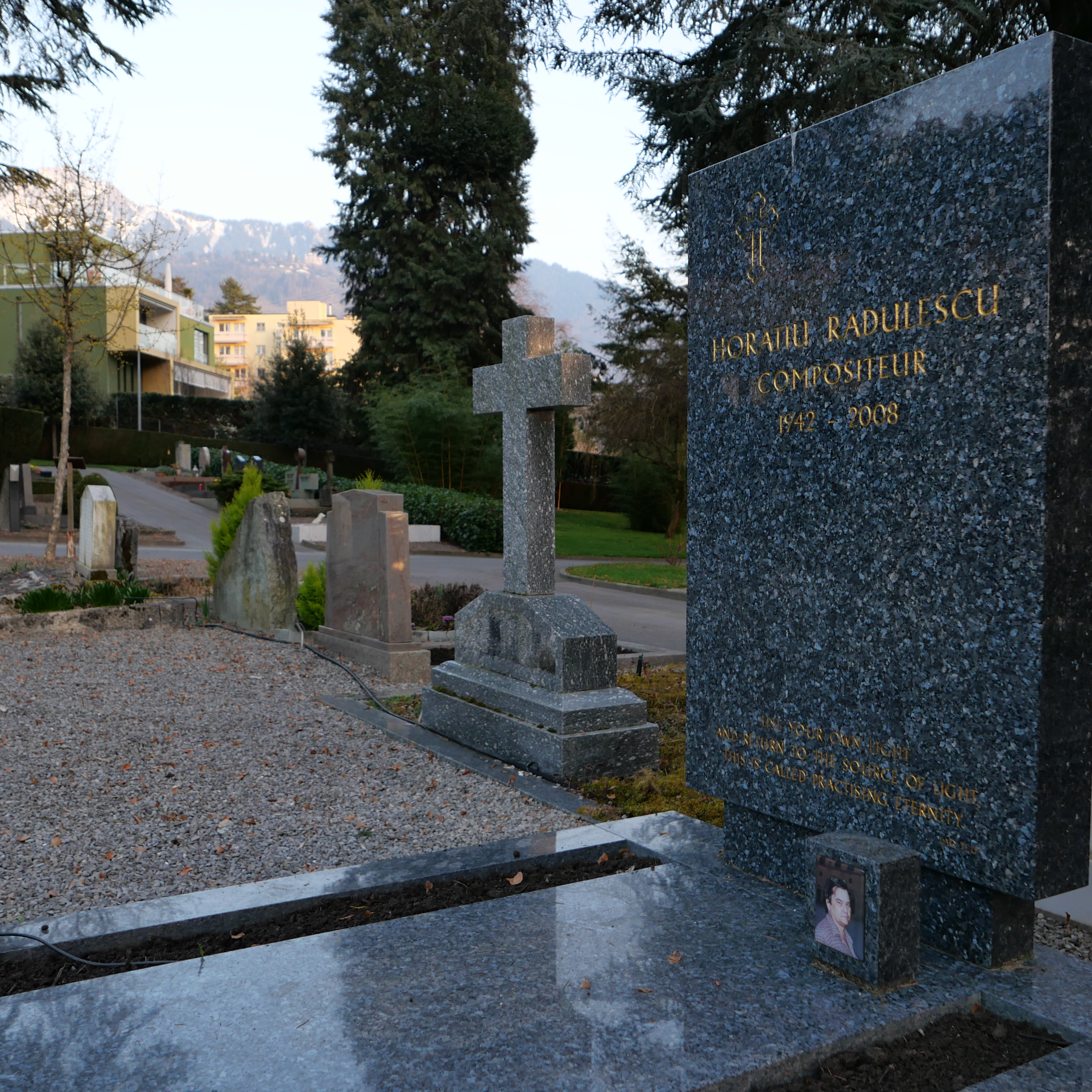
Radulescus Grab im Jahr 2024

1983 gründete er in Paris mit dem Arditti Quartett, Pierre-Yves Artaud und anderen Musikern das Solistenensemble European Lucero, das seither viele Konzertauftritte in Europa und Nordamerika hatte. 1988–89 war er mit einem Stipendium des DAAD „Composer in Residence“ in Berlin. Von 1989 bis 1990 konnte er dank eines französischen Villa Medici-Stipendiums in San Francisco, Venedig und Rom arbeiten. 1991 rief er das Lucero Festival mit Meisterklassen für Neue Musik ins Leben.
Seine Kompositionen sind auf zahlreichen, teilweise mit Preisen ausgezeichneten, CDs veröffentlicht worden. Sein gesamtes Œuvre umfasst mehr als 100 Werke, darunter 6 Streichquartette, 5 Klaviersonaten, ein Klavierkonzert und viele Werke für unkonventionelle Ensembles.
1974 erhielt Rădulescu die französische Staatsbürgerschaft; zuletzt lebte er in der Schweiz. Er starb im Alter von 66 Jahren an den Folgen einer Krebserkrankung und fand seine letzte Ruhestätte auf dem Friedhof von Clarens-Montreux.

## Werke (Auswahl)
- Taaroa (1969) für Orchester (1969)
- Credo für 9 Celli (1969)
- Flood for the Eternal's Origins für allgemeine Klangquellen (1970)
- Everlasting Longings für 24 Streicher (1972)
- in ko 'tro - Mioritic Space für 11 Sprecher, Streichorchester, elektronische und natürliche Töne (1973)
- Capricorn's nostalgic crickets für sieben gleichlautende Holzblasinstrumente (1972/1980)
- Hierophany Vortrag in 42 Sprachen mit 42 Kindern (1973)
- Wild Incantesimo für 9 Orchester, 162 Musikern (1978)
- Lamento di Gesù für großes Orchester und 7 Psalterien (1973–75)
- A Doini für 17 Musiker mit sound icons (1974)
- Thirteen Dreams Ago für 11x3 Streicher (1978)
- Doruind für 48 Stimmen in 7 Gruppen (1976)
- Do Emerge Ultimate Silence für 34 Kinderstimmen in Gruppen mit 34 spektral gestimmten Monochorden (1974/84)
- 4. Streichquartett – "infinite to be cannot be infinite, infinite anti-be could be infinite" für 9 Streichquartette (1976–87)
- Inner Time für Soloklarinette; Inner Time II (1993) für 7 Klarinetten (1983)
- Iubiri (Amours) für 16 Spieler mit sound icons (1980/1)
- Clepsydra für 16 Spieler mit sound icons (1983)
- Das Andere für Viola solo oder Cello solo oder Violin solo oder Kontrabass solo in genau gestimmten Quinten (1983)
- Astray für zwei Duos (1983/84)
- Awakening infinity für großes Ensemble von 25 Spieler (1983)
- Frenetico il longing di amare für eine Stimme (Bass), Flöte, sound icon (1984)
- Dizzy Divinity I für (Bass-, Alt- oder Große) Flöte (1985)
- Sensual Sky für Ensemble: Flöte in G, Cello, Altsaxophon, Posaune, sound icon, Violine, Viola, Cello, Kontrabass (1985)
- Intimate Rituals für 4 sound icons mit oder ohne anderen Solisten (1985)
- "forefeeling" remembrances für 14 idente Stimmen (1985)
- Christe Eleison für Orgel (1986)
- Mirabilia Mundi - Musik für den Speyerer Dom (1986) für 7 große Gruppen mit bis zu 88 Musikern.
- Byzantine Prayer für 40 Flötisten mit 72 Flöten (1988)
- Dr. Kai Hong's Diamond Mountain für 61 Spektralgongs und Solisten (1991)
- 2. Klaviersonate - "being and non-being create each other" op. 82 (1991)
- Animae morte carent für Oboe d’amore und Spektralklavier (1992/95)
- 3. Klaviersonate - "you will endure forever" op. 86 (1992/99)
- Angolo Divino für großes Orchester (1993/94)
- Amen für Orgel (1993/94)
- Streichquartett Nr. 5 "before the universe was born" (1990/95)
- Klavierkonzert "The Quest" (1996)
- Streichquartett Nr. 6 "practicing eternity" (1992)
- 4. Klaviersonate "like a well ... older than God" op. 92 (1993)
- Amor medicabilis nullis herbis (1996) für Sopran, Klarinette und Violoncello
- lux animae für Violoncello oder Viola (1996)
- l'exil interieur Sonate für Cello und Klavier (1997)
- 5. Klaviersonate "settle your dust, this is the primal identity" (2003)
- Cinerum für vier Stimmen und Ensemble (2005)